# Az-Zahirija
Az-Zahirija (arab. الظاهرية) – miasto w Autonomii Palestyńskiej (południowy Zachodni Brzeg). Według danych szacunkowych na rok 2008 liczy 37 081 mieszkańców.